# دياني جامبوا
دياني جامبوا (بالإنجليزية: Diane Gamboa)‏ هي رسامة أمريكية، ولدت في 1957 في لوس أنجلوس في الولايات المتحدة.